# İstanbul Banliyö Trenleri
Die İstanbul Banliyö Trenleri, wörtlich „Istanbuler Vorortzüge“ sind ein Öffentliches Personennahverkehrssystem in der türkischen Metropole Istanbul. Gemeinsam mit der Metro Istanbul sowie den Straßenbahnlinien (Tramvay), der Stadtbahn, den Fähren, dem Metrobüs und dem städtischen Bussystem stellen die an der Küste verlaufenden Vorortzüge das Rückgrat des schienengebundenen Nahverkehrs in Istanbul dar. Sie verbinden die westlich und östlich gelegenen Vorstädte und Stadtteile mit dem Stadtzentrum auf der europäischen und der asiatischen Seite Istanbuls.
Am 29. Oktober 2013 wurde mit der Eröffnung des Marmaraytunnels eine interkontinentale Eisenbahnverbindung unter dem Bosporus eröffnet. Bis 2013 endeten die Züge in Europa im Bahnhof Sirkeci und auf der asiatischen Seite im Bahnhof Haydarpaşa. An beiden Kopfbahnhöfen bestand Anschluss zum Eisenbahn-Fernverkehr der staatlichen türkischen Eisenbahngesellschaft TCDD, die auch Betreiberin der Banliyö Trenleri ist, sowie zu anderen städtischen Verkehrsträgern. Wegen der Modernisierung der Bahnsteige an den Stationen ruhte bis 2019 der Vorortverkehr auf der asiatischen Stadtseite östlich Ayrilikçeşme. Am europäischen Ufer wurden die Stationen westlich von Kazlıçeşme nicht bedient.

## Betriebseinschränkungen durch den Weiterbau des Marmarayprojekts ab dem 29. Oktober 2013
Wegen Bahnsteigumbauten, Gleisarbeiten etc. im Zuge des Marmaray-Bauprojektes kam es ab Ende Oktober 2013 zu Betriebseinschränkungen zwischen Kazlıçeşme und Halkalı im Westen und östlich der Station Ayrılıkçeşme. Der Betrieb auf diesen Abschnitten war vorübergehend komplett eingestellt. Der ehemalige Abschnitt von Ayrılıkçeşme nach Haydarpaşa wurde dauerhaft stillgelegt. Im gesamten Netz wurden westlich der Station Yedikule und südöstlich der neu entstandenen Station Ayrılıkçeşme 40 Stationen verlegt, bzw. neu- oder ausgebaut, davon sieben mit Intercity-Halt; drei Tunnelstationen entstanden auf der historischen Halbinsel östlich von Yedikule neu. Die Tunnelverbindung zwischen Europa und Asien war für die Personenbeförderung geöffnet und von den Einschränkungen nicht betroffen.

## Geschichte
1955 wurde die erste Banliyö Trenleri-Strecke (bis Oktober 2013 B1) auf der europäischen Seite der Stadt eröffnet, die zugleich auch das erste Projekt der 50-Hz-Arbeitsgemeinschaft war. Sie benutzte seitdem stadteinwärts ab Halkalı die Fernbahnstrecke nach Edirne und zum europäischen Eisenbahnnetz. 1969 wurde die zweite Strecke (bis Oktober 2013 B2) ab Haydarpaşa eröffnet. Die zweite Strecke wurde notwendig, da auf ihrem Linienweg in südöstlicher Richtung entlang der Küste ab den späten 1960er Jahren immer mehr Vororte entstanden, die über eine leistungsfähige Verbindung zu den Fähren an die europäische Seite der Stadt angeschlossen werden mussten.

## Liniennetz

Banliyö Trenleri-Linienband

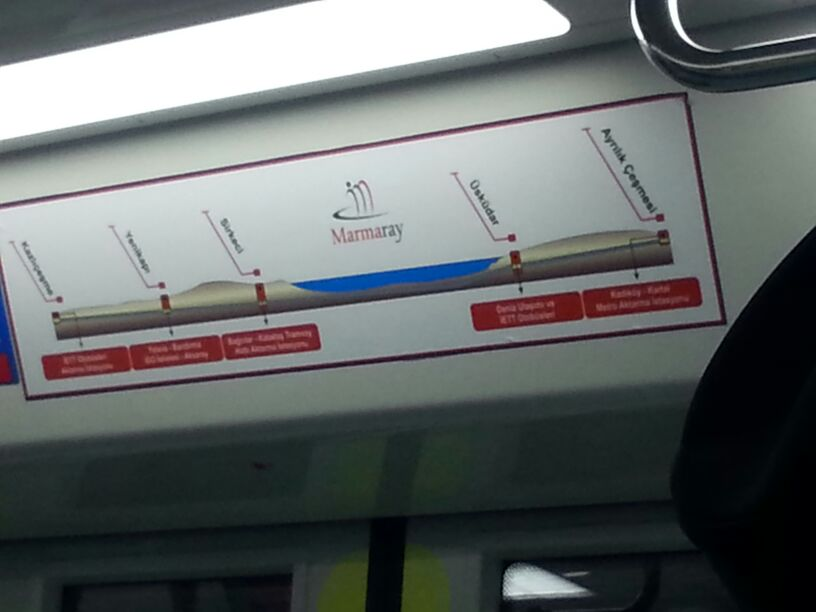
Linienband der Stammstrecke über einer Türe eines Wagens

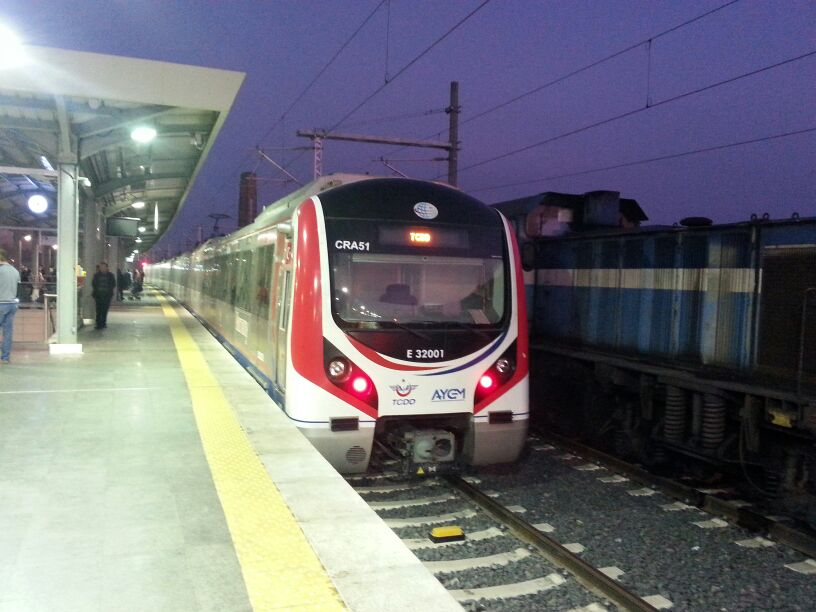
Zuggarnitur in Istanbul

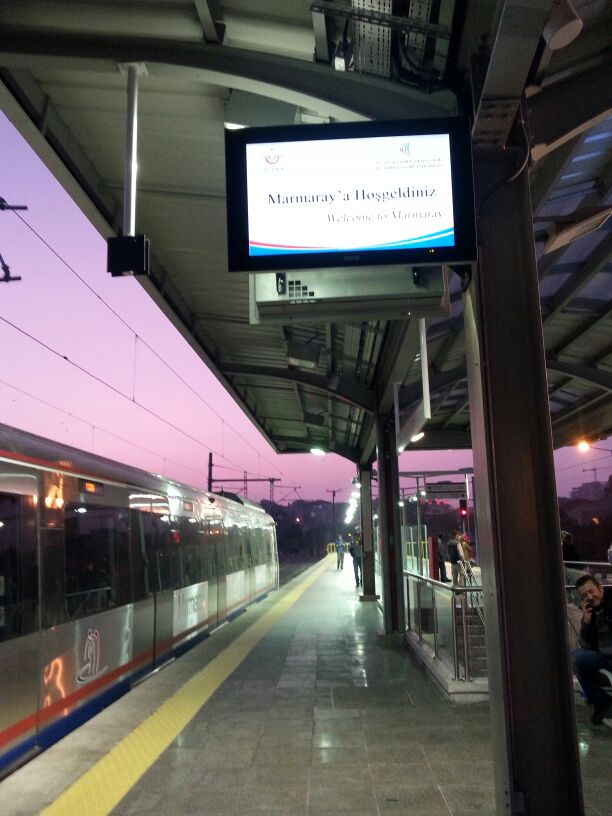
Zug am Bahnsteig

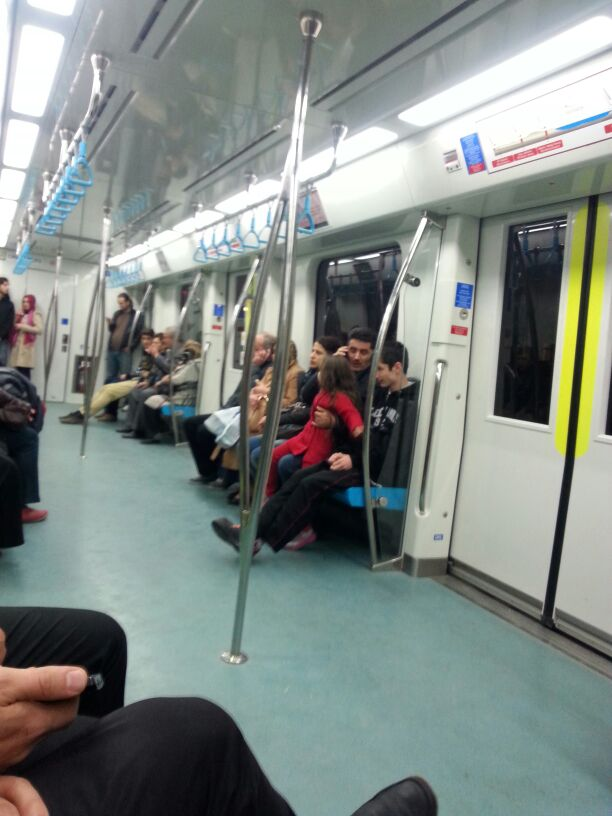
Das Wageninnere eines Marmaray-Zuges

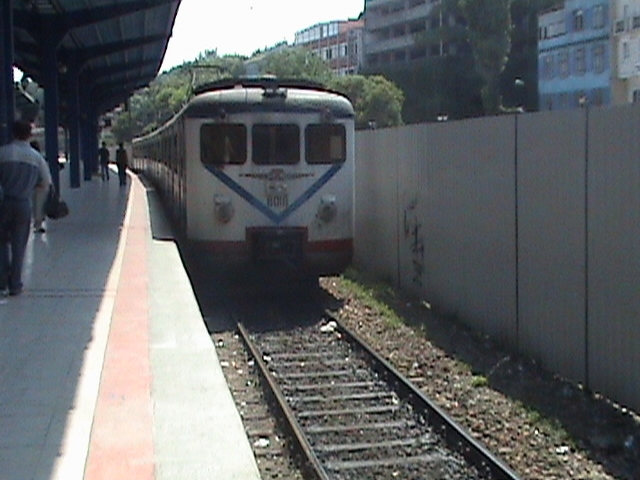
Ein Triebzug der Reihe E8000 bei der Einfahrt in den Bahnhof Sirkeci (2011 ausgemustert)

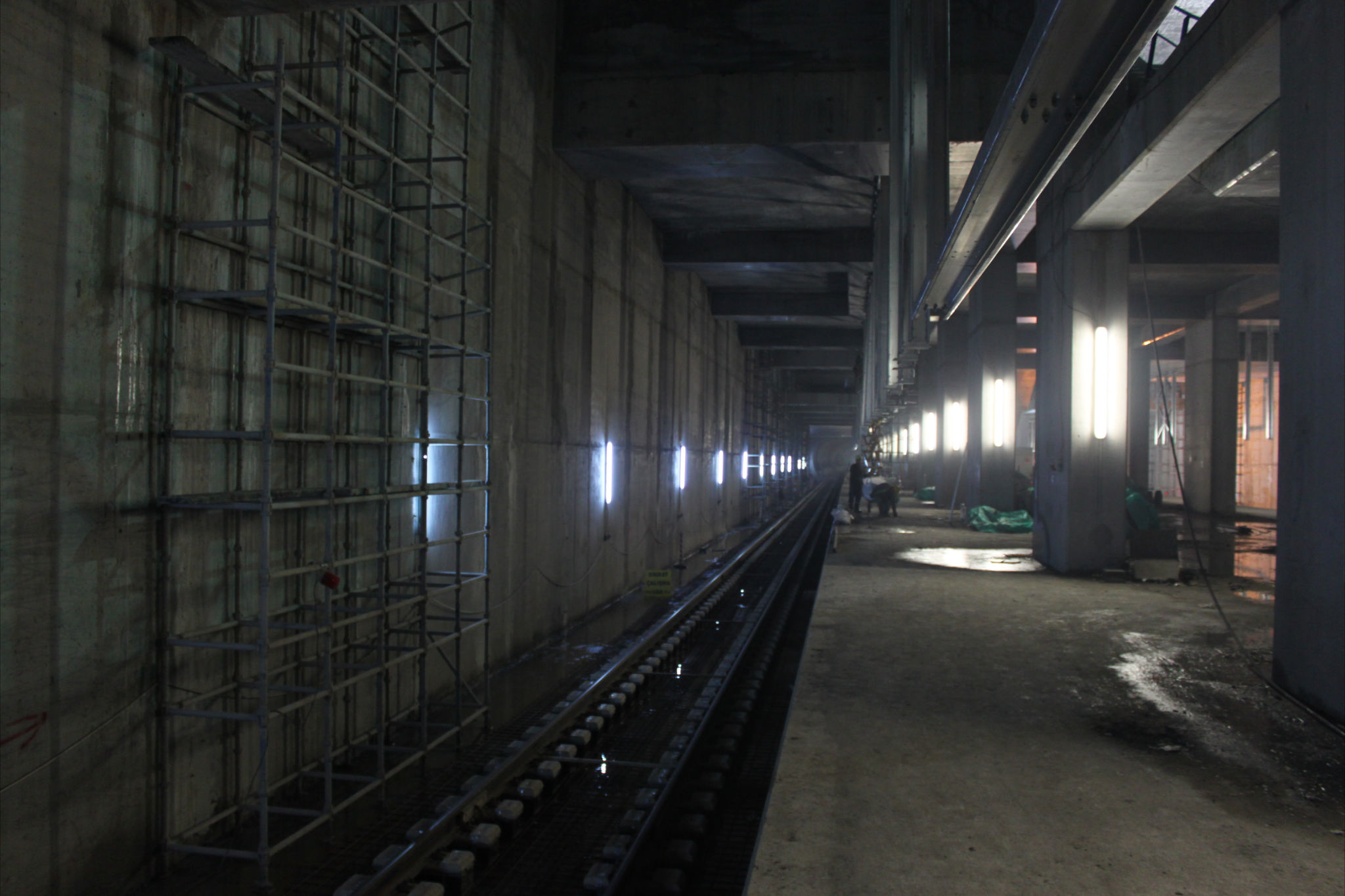
Marmaray-Tunnelstation im Rohbau

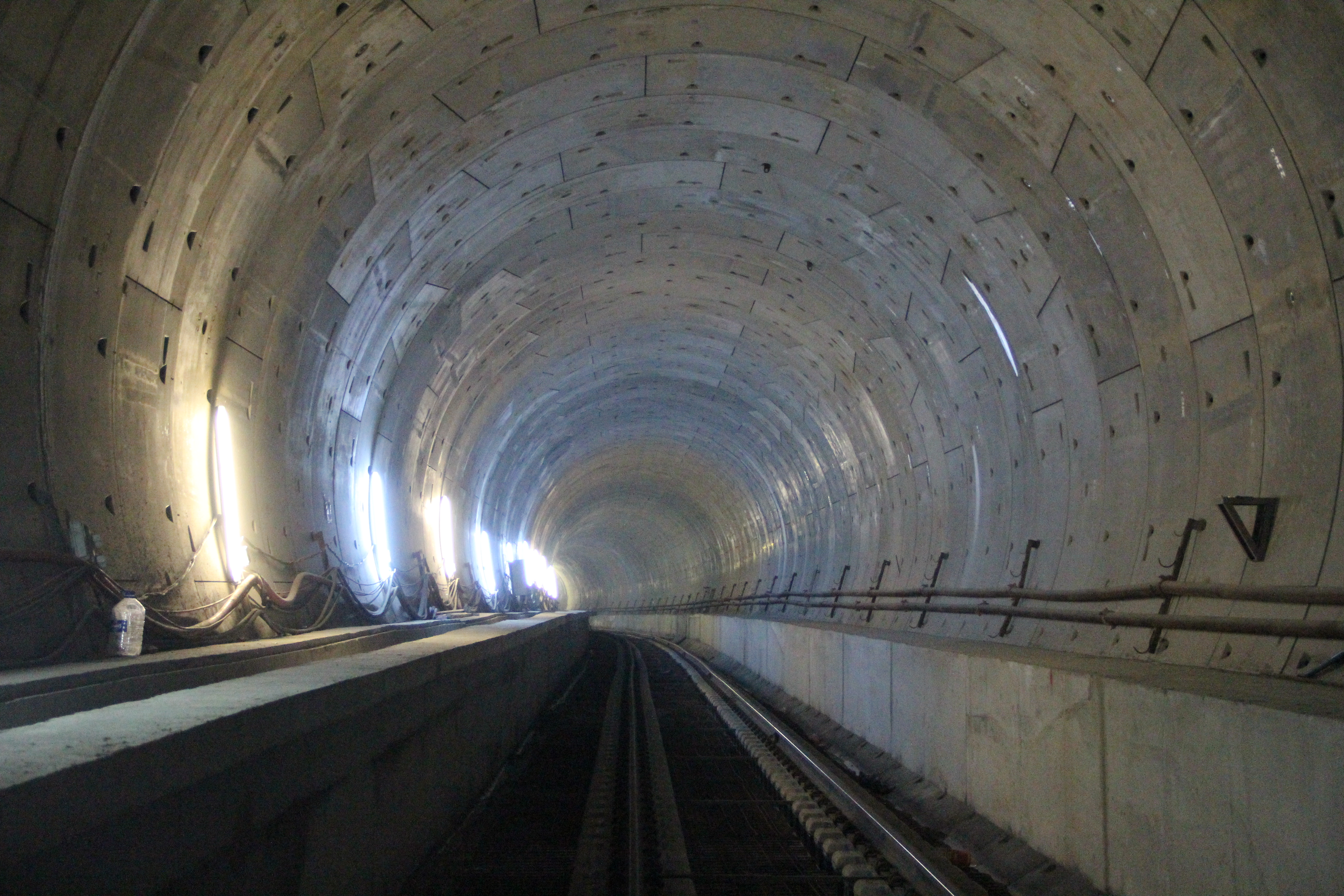
Marmaray-Tunnel unter dem Bosporus

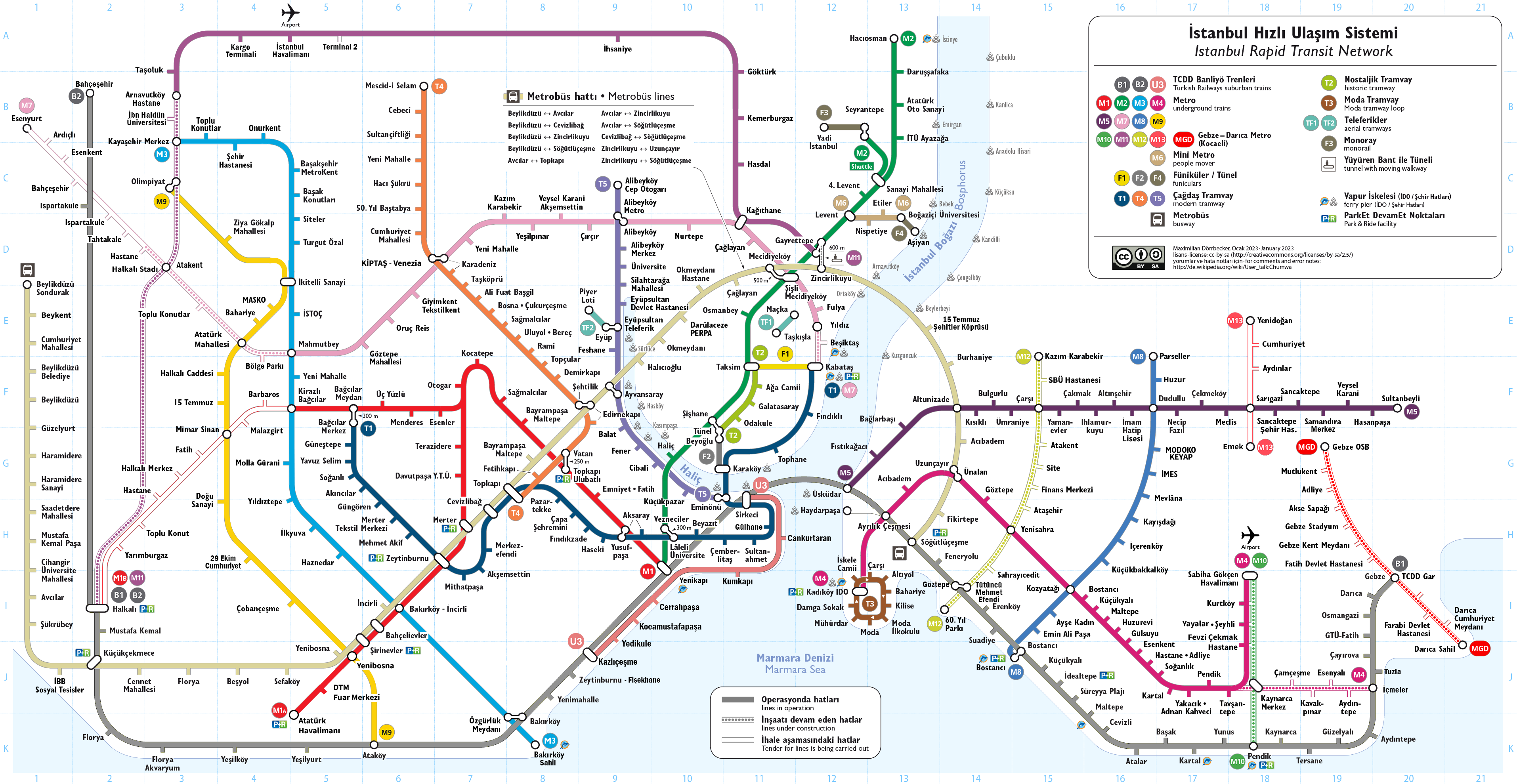
Schematischer Netzplan mit Metro, Straßenbahn und Metrobüs

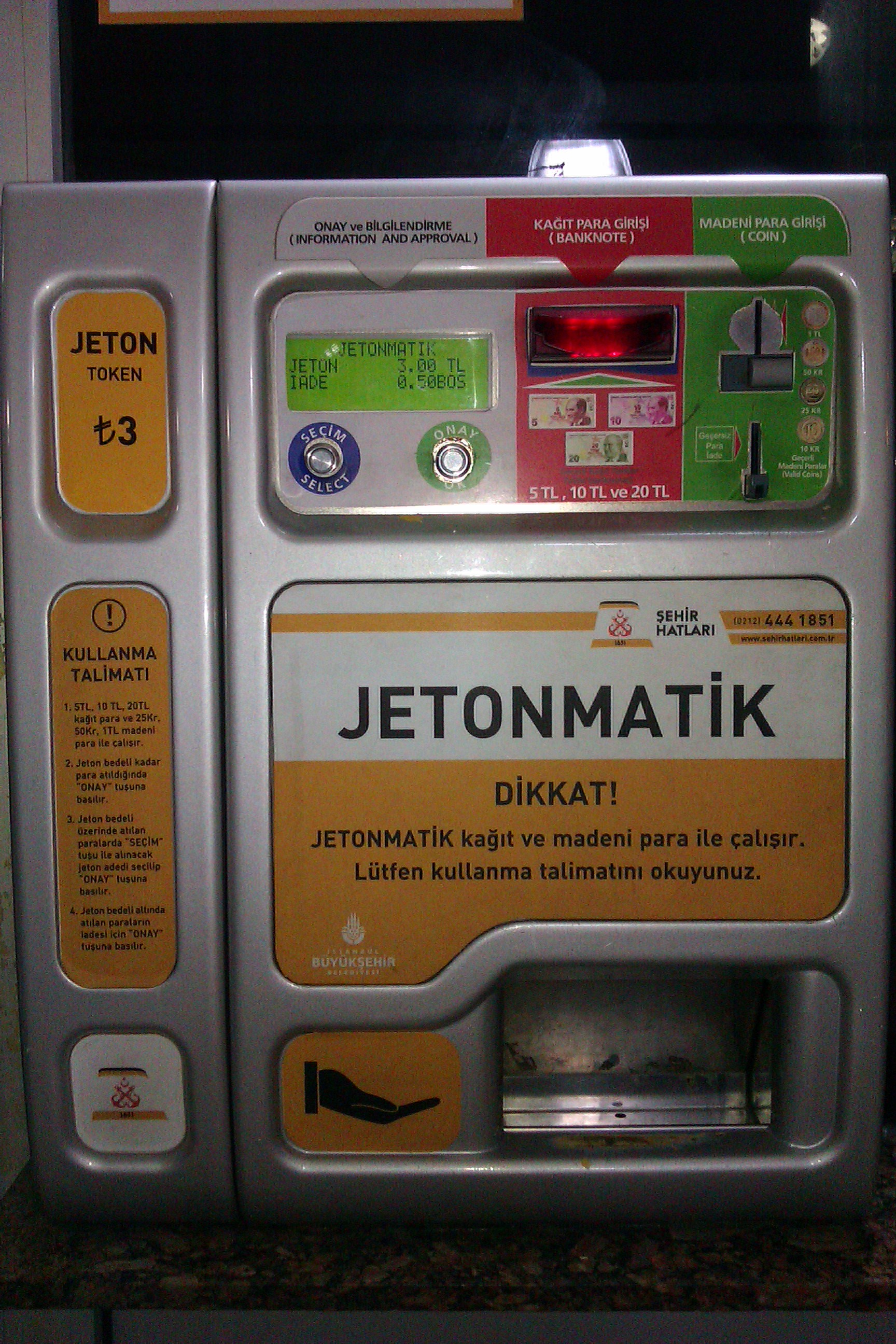
Jeton-Automat – Ein Fahrkartenkauf in den Zügen ist nicht möglich. Um die Bahnsteige zu betreten, müssen Drehkreuze passiert werden. Die Zeitkarten und Akbil-Pässe der Metro gelten auch in den Banliyö Trenleri

Aktuelles Liniennetz
| Linie    | Strecke         | Länge   | Bahnhöfe                 |
| -------- | --------------- | ------- | ------------------------ |
| Marmaray | Halkalı ↔ Gebze | 76,6 km | 43, davon 4 unterirdisch |

Situation vor dem 29. Oktober 2013
Die beiden Linien B1 und B2 vor dem 29. Oktober 2013; B steht hierbei für Banliyö trenı:
| Linie | Strecke                                           | Länge | Bahnhöfe | Anmerkungen zum Planungs- und Ausbaustand                                                                   |
| ----- | ------------------------------------------------- | ----- | -------- | --- |
| B1    | Halkalı – Sirkeci (Istanbul Hauptbahnhof, Europa) | 30 km | 18       | unterirdische Verbindung ab Yenikapı/Sirkeci zum Marmaraytunnel in Bau (Fertigstellung am 29. Oktober 2013) |
| B2    | Haydarpaşa (Istanbul Hauptbahnhof, Asien) – Gebze | 44 km | 28       | Verbindung zum Marmaraytunnel in Bau (Fertigstellung am 29. Oktober 2013)                                   |

Nach der Fertigstellung des Marmaraytunnels wurde die Strecke zwischen Kazlıçeşme (Europa) und Ayrilikçeşme/İbrahimağa (Asien) zunächst nur von den Banliyö Trenleri – und damit ohne Mischverkehr mit Fernzügen – im 13,4 km langen Bosporustunnel befahren. Westlich und östlich dieser Stationen war der Vorortverkehr bis zum Abschluss des Modernisierungsumbaus der 60 km langen Außenäste unterbrochen.
Situation zwischen dem 29. Oktober 2013 und dem 11. März 2019
Am 29. Oktober 2013 begann der Betrieb zwischen den Stationen Kazlıçeşme im Westen und Ayrilikçeşme/İbrahimağa im Osten. Östlich der oberirdisch gelegenen Station Kazlıçeşme fahren die Züge in den Marmaraytunnel. Auf der europäischen Seite wurden zunächst die Tunnel-Stationen Yenikapı und Sirkeci angefahren. In Yenikapı besteht ein Anschluss zu den U-Bahn-Linien M1A, M1B und M2 der Metro Istanbul. In Sirkeci kann auf die Züge der Straßenbahnlinie T1 umgestiegen werden, die den Fähranleger Kabataş mit der historischen Halbinsel und Zeytinburnu verbindet. Von hier aus kreuzen die Banliyö Trenleri den Bosporus in den Tunnelröhren am Meeresboden und erreichen auf der asiatischen Seite die Station Üsküdar, wo gleichzeitig an der 2017 eröffneten Metrolinie M5 gebaut wurde. An der vorläufigen Endstation Ayrilikçeşme besteht bereits eine Umsteigemöglichkeit zur Metrolinie M4. Auch die Stationen Üsküdar und Ayrilikçeşme sind Tunnelbahnhöfe.
| Linie    | Strecke                   | Länge   | Bahnhöfe                | Anmerkungen zum Planungs- und Ausbaustand                                                                              |
| -------- | ------------------------- | ------- | ----------------------- | --- |
| Marmaray | Kazlıçeşme – Ayrilikçeşme | 13,6 km | 5, davon 4 unterirdisch | Modernisierung der bestehenden Strecken im Westen (ehem. B1) und Osten (ehem. B2) auf Banliyö Trenleri-Standard in Bau |

## Umsteigebeziehungen zu anderen Verkehrsträgern
| Korrespondenzstationen  | Korrespondenzstationen                         | Korrespondenzstationen |
| Stationsname            | kreuzende Linien                               | Anmerkung              |
| ----------------------- | ---------------------------------------------- | ---------------------- |
| Küçükçekmece            | geplante Metrolinie M8                         | geplant                |
| Bakırköy                | geplante bis Bakırköy erweiterte Metrolinie M3 | geplant                |
| Yenikapı                | Metrolinien M1A/B und M2                       |                        |
| Sirkeci                 | Straßenbahnlinie T1 und Fährverkehr            |                        |
| Ayrılıkçeşme/İbrahimağa | Metrolinie M4                                  |                        |
| Üsküdar                 | Metrolinie M5                                  |                        |

## Betriebszeiten und Taktintervalle
Bis zur Marmaray-Eröffnung fuhren die Banliyö Trenleri pro Richtung drei bis viermal pro Stunde, also in Taktintervallen von 15 bis 20 Minuten. Die ersten Züge des Tages verließen morgens die Endbahnhöfe gegen 5:30 Uhr. Die letzten Züge fuhren jeweils gegen 0:00 Uhr aus den Endstationen aus, sodass der Betrieb gegen 1:00 Uhr endete.
Nach dem vollständigen Abschluss der Bauarbeiten sollen die Züge im Zweiminutentakt fahren können. Von November 2013 bis 2015 pendelten die Züge durch den Marmaraytunnel im Zehn-, in den Hauptverkehrszeiten im Siebenminutentakt.

## Tarif
Die Banliyö Trenleri sind in das Istanbuler ÖPNV-Tarifsystem integriert, sodass in den Vorortzügen der gleiche Tarif gilt wie in den von den städtischen Nahverkehrsgesellschaften Istanbul Ulasim, İETT, Şehir Hatları und İstanbul Deniz Otobüsleri unterhaltenen Verkehrsträger.
Eine einfache Fahrt kostet für Erwachsene unabhängig von der zurückgelegten Strecke 3 TL. Mit dem Akbil-Pass, einem elektronisch aufladbaren „Pre-Paid“-Speicherchip, verringert sich der Fahrpreis um 1,05 TL auf 1,95 TL. Daneben sind Monatsabonnements für 70 TL erhältlich. Staatsbedienstete, Rentner, Schüler und Studierende erhalten Rabatte. In den Zügen ist kein Entwerten oder Bezahlen möglich. Vor den Bahnsteigsperren befinden sich Fahrkartenschalter bzw. -automaten.

## Technische Daten

### Energiezufuhr und Spurweite
Durch die Zugehörigkeit zum nationalen Eisenbahnnetz beträgt die Spurweite wie auch der Metro sowie der Stadt- und Straßenbahn (bis auf die meterspurige Linie T3) 1435 mm (Normalspur). Die Energiezufuhr erfolgt über eine Oberleitung mit 25 kV Wechselspannung bei 50 Hz.

### Wagenmaterial
Die ersten Fahrzeuge waren die von der 50-Hz-Arbeitsgemeinschaft gebauten Triebzüge der Baureihe E8000, von denen 18 Einheiten 1955 abgeliefert wurden. 12 weitere wurden 1962 bis 1963 abgeliefert. Diese Triebzüge wurden 2011 ausgemustert.
Im Jahre 1979 folgten von Tüvasaş in der Türkei gebauten Triebzüge der Reihe E14000, welche mit der Fertigstellung des Marmaray-Projekts ausgemustert wurden.
Als Teil des Marmaray-Projekts wurden für den Nahverkehr 20 fünf- und 34 zehnteilige Triebzüge angeschafft, die von der koreanischen Firma Hyundai Rotem geliefert wurden. Baugleiche Fahrzeuge werden auch in Izmir und Ankara eingesetzt. Die Wagen sind 3 m breit; ein Zehnwagenzug ist 220 m lang und kann bis zu 3040 Personen befördern. Für diese hohe Kapazität und einen raschen Fahrgastwechsel haben die Wagen auf jeder Seite fünf Doppeltüren und breite Stehplatzbereiche, aber nur relativ wenige Sitzplätze. Die Wagenkästen sind Schweißkonstruktionen aus rostfreiem Stahl und auf eine Haltbarkeit von 50 Jahren ausgelegt.

### Infrastruktur
Wie in vielen Vorortbahnnetzen sind die befahrenen Strecken anders als die Metro betrieblich nicht völlig vom übrigen Eisenbahnverkehr getrennt. Dennoch stellen sie im Verhältnis zu anderen Personenzügen des Fernverkehrs den größten Anteil des Verkehrsaufkommens auf den gemeinsam benutzten Gleisanlagen dar. Durch hohe Bahnsteige an allen Zugangsstellen ist ein stufenloser Zustieg möglich.

## Bedeutung des Marmaray-Projekts für die Banliyö Trenleri
Bis Oktober 2013 waren die innerstädtischen Schnellbahnnetze des europäischen und des asiatischen Teils Istanbuls voneinander durch den Bosporus getrennt. Verbindungen über den Bosporus zwischen den Nahverkehrsnetzen der Stadt wurden von Stadtbussen, dem Metrobüs und Fährschiffen hergestellt. Mit der Verbindung der beiden Banliyö Trenleri-Linien wurde die erste leistungsfähige Schnellbahnverbindung zwischen den beiden Stadthälften verwirklicht, die den täglichen (Berufs-)Pendlerstrom merklich erleichtern und verkürzen helfen soll. Im Vierminutentakt verbinden die Züge durch den 13,6 km langen Eisenbahntunnel Europa mit Asien. 1,4 km des Tunnels liegen dabei auf dem Grund des Bosporus. Die Attraktivität des Verkehrsmittels soll durch die Verkürzung der Reisezeit um 56 Minuten (im Vergleich zu den Fähren) in Istanbul deutlich steigen, da einerseits zahlreiche Buslinien, andererseits die für die Erschließung der historischen Halbinsel und der westlichen Vororte wichtige Straßenbahnlinie T1 sowie die Metrolinien ab 2014 Umsteigebahnhöfe zur Banliyö Trenleri-Strecke erhalten werden. Die Metrolinien bekommen dadurch eine noch wichtigere Zubringerfunktion zu den dann transkontinentalen Vorortzügen, die bis auf weiteres die einzige Schnellbahnverbindung zwischen den beiden Stadthälften bleiben werden.

## Transportvolumen
Transportkapazität der Linien B1 und B2 vor der Eröffnung des Marmarayprojekts
Eine Fahrt auf der Linie B1 dauerte von Halkalı bis Sirkeci 47 Minuten. Auf der Linie B2 benötigten die Züge von Haydarpaşa bis Gebze 65 Minuten. Täglich benutzten 110 000 Fahrgäste die Banliyö Trenleri.
Transportvolumen der Marmaray-Linie
Stündlich können bis zu 75 000 Reisende pro Richtung mit den Banliyö Trenleri durch den Tunnel transportiert werden.